# Politburo du Parti du travail de Corée
Le Politburo, officiellement le Bureau politique du Comité central du Parti des travailleurs de Corée, anciennement le Conseil politique, est l'organe décisionnel suprême du Parti du travail de Corée de Corée du Nord, entre les sessions du Comité central. L'article 25 de la charte du parti énonce que : « Le Bureau Politique du Comité Central du Parti et son Comité Permanent organisent et dirigent tous les travaux du parti au nom du Comité Central du Parti entre les réunions plénières. Le Bureau Politique du Comité Central du Parti se réunit au moins une fois chaque mois ». Le Politburo est élu par le Comité central du Parti du travail de Corée.
Cette organe était (au moins depuis avant le début de la prise de pouvoir de Kim Jong-il) une instance qui avait un réel rôle dans la prise de décision politique. Au moins à partir du début de la prise de pouvoir de Kim Jong-il, cette institution ne sert qu’à enregistrer des décisions déjà prises.

## Histoire
Jusqu'en avril 1956, le Politburo était connu sous le nom de Conseil politique. Après l'établissement, par Kim Il-sung dans les années 1960, du système de gouvernement unitaire, le Politburo a été transformé d'un organe de décision où les politiques pouvaient être discutées, en un organe d'approbation automatique des décisions. Les principaux membres ont disparu sans explication; le dernier en date étant Kim Tong-gyu, en 1977. Les membres du Politburo sous Kim Il-sung et Kim Jong-il n'avaient pas de base de pouvoir solide et dépendaient, pour leur position, du chef du parti. Pour cette raison, le Politburo est devenu un serviteur loyal du chef du parti.
Le Comité Permanent du Politburo (CPP) du Parti des travailleurs de Corée a été créé lors du 6e Congrès en 1980 et est devenu le plus haut organe du Parti du Travail de Corée (PTC) lorsque le Politburo et le Comité central n'étaient pas en session. Avec la mort d'O Jin-u en 1995, Kim Jong-il est resté le seul membre du Comité Permanent du Politburo encore en vie; les quatre autres (Kim Il-sung, Kim Il, O Jin-u et Ri Jong-ok) sont décédés. Entre la mort d'O Jin-u et la 3e Conférence, aucun rapport n'indiquait que Kim Jong-il ou la direction du parti central prévoyaient de renouveler la composition du CPP.
Comme le Comité central, le Politburo était en sommeil pendant une grande partie du règne de Kim Jong-il, cependant, la 3e Conférence a élu de nouveaux membres du Politburo. Alors que de nombreux observateurs étrangers pensaient que cela signifierait un changement de génération, ce n'était pas le cas; le membre le plus jeune avait 53 ans et l'âge moyen était de 74 ans (dont 12 de plus de 80 ans)[8]. La majorité des nouveaux membres étaient des camarades de Kim Jong-il ou des membres de la famille Kim. Kim Kyong-hui (la sœur de Kim Jong-il) et Jang Song-thaek (le mari de Kim Kyong-hui) ont été respectivement nommés membres à part entière et candidats. Plusieurs des protégés de Jang ont été élus membres candidats, dont Ju Sang-song (ministre de la Sécurité populaire), U Tong-chuk (premier directeur adjoint du Département de la sécurité de l'État) et Choe Ryong-hae (secrétaire aux Affaires militaires).
Pak Jong-su (premier chef adjoint du Département de l'organisation et de l'orientation), l'un des principaux facilitateurs de la succession de Kim Jong-un, a été nommé membre candidat. La plupart des nouveaux membres étaient des membres du cabinet, des responsables militaires, des secrétaires de parti ou des responsables de l'appareil de sécurité de l'État. Dix membres de la Commission de défense nationale et trois vice-premiers ministres ont été nommés au Politburo. Des experts économiques de premier plan (tels que Hong Sok-yong et Tae Jong-su) et des experts étrangers (tels que Kang Sok-ju, Kim Yong-il et Kim Yang-gon) sont devenus membres. À la 4e Conférence, un tiers du Politburo a été démis sans préavis pour cause de départs à la retraite et de licenciements. Jang Song-thaek, Pak To-chun et le vice-maréchal Kim Jong-gak ont été promus de candidats à membres à part entière; Hyon Chol-hae, Kim Won-hong et Ri Myong-su, tous membres de la Commission militaire centrale, ont été nommés membres à part entière du Politburo. Kwak Pom-gi, O Kuk-ryol, Ro Tu-chol, Ri Pyong-sam et Jo Yon-jun ont été élus membres candidats.

## Rôle
Officiellement, le Politburo est chargé de mener ses activités ainsi que de décider des questions importantes entre deux assemblées plénières du Comité central, il doit se réunir une fois par mois. Ses membres comprennent d'importants militaires et membres de l'État, comme le Premier ministre et les vice-présidents de la Commission de défense nationale.
L'organe interne du Politburo est le Présidium (anciennement le Comité permanent), élu par le Comité central du PTC, chargé de la gestion quotidienne du travail au sein du parti. Il est généralement composé du chef suprême et de quatre autres membres. Dans la pratique, le Présidium est l'organe suprême du parti et du pays et ses décisions ont de facto force de loi.

#### Articles de journaux et livres
- Haggard, Stephen, Herman, Luke et Ryu, Jaesung, « Political Change in North Korea: Mapping the Succession », University of California Press, vol. 54, no 4,‎ july–august 2014, p. 773–780 (DOI 10.1525/as.2014.54.4.773, JSTOR 10.1525/as.2014.54.4.773)
- Nam-Sik Kim, « North Korea's Power Structure and Foreign Relations: an Analysis of the Sixth Congress of the KWP », Institute for National Security Strategy, vol. 2, no 1,‎ spring–summer 1982, p. 125–151 (JSTOR 23253510)
- Andrei N. Lankov, « Kim Il Sung's Campaign against the Soviet Faction in Late 1955 and the Birth of Chuch'e », Korean Studies, vol. 23, no 1,‎ 1999, p. 43–67 (ISSN 1529-1529, DOI 10.1353/ks.1999.0003)
- Understanding North Korea, Ministère de l'Unification, 2012 & 2014 (lire en ligne)

#### Livres
- Buzo, Adrian, The Guerilla Dynasty : Politics and Leadership in North Korea, I.B. Tauris, 1999 (ISBN 1-86064-414-7)
- Gause, Ken E., North Korea Under Kim Chong-il : Power, Politics, and Prospects for Change, ABC-CLIO, 2011, 241 p. (ISBN 978-0-313-38175-1, lire en ligne)
- Ken Gause, North Korea in Transition : Politics, Economy, and Society, Rowman & Littlefield, 2013, 19–46 p. (ISBN 978-1-4422-1812-3, lire en ligne), « The Role and Influence of the Party Apparatus »
- Kim, Samuel, Informal Politics in East Asia, Cambridge University Press, 2000 (ISBN 0-521-64538-7, lire en ligne ), « North Korean Informal Politics »
- Lankov, Andrei, Crisis in North Korea : The Failure of De-Stalinization, 1956, University of Hawaii Press, 2007, 296 p. (ISBN 978-0-8248-3207-0, lire en ligne)
- Suh, Dae-sook, Kim Il Sung : The North Korean Leader, Columbia University Press, 1988, 1re éd. (ISBN 0-231-06573-6, lire en ligne )